# Борисовка (Калужская область)
Бори́совка — деревня в Перемышльском районе Калужской области, в составе муниципального образования Сельское поселение «Деревня Песочня».

## География
Расположена в 200 метрах к югу от федеральной автодороги Р-132 «Золотое кольцо» и в 30 километрах от областного центра — города Калуги на правом берегу реки Должанки.

## Население
| 2002 | 2010 |
| ---- | ---- |
| 17   | ↘12  |

## История
Поселение известно с XVII века. В атласе Калужского наместничества, изданного в 1782 году, — Борисовка, обозначена на карте как деревня Калужского уезда, при 15 дворах, в которой проживало по ревизии душ — 47.

Деревня Борисовка Пелагеи Ивановой дочери Грецовой. На речке Песочне, крестьяне на оброке— Описания и алфавиты к Калужскому атласу
В 1858 году деревня (вл.) Борисовка 3-го стана Калужского уезда, при речке Горенке, 11 дворах и 114 жителях — по Старо-Тульскому тракту от Калуги .
К 1914 году Борисовка — деревня Лосенской волости Калужского уезда Калужской губернии. В 1913 году население 161 человек.
В годы Великой Отечественной войны деревня была оккупирована войсками Нацистской Германии с начала октября по 22 декабря 1941 года. Освобождена в ходе Калужской наступательной операции частями 258-й стрелковой дивизии 50-й армии генерал-лейтенанта И. В. Болдина.
В 1942 году местные жители захоронили в деревне Зябки останки красноармейцев, погибших в боях в Борисовке и на шоссе Тула — Калуга в декабре 1941 года. В 1975 году было произведено перезахоронение останков из могилы в Зябках на центральную усадьбу совхоза «Куровской» в Песочне, перезахоронение продолжалось и в 2003—2004 годах. Всего в могиле покоится прах 101 советского воина.